# Ben Allal
Ben Allal (în arabă بن علال) este o comună din provincia Aïn Defla, Algeria.
Populația comunei este de 9.068 de locuitori (2008).